# Cooper Carlisle
Cooper Carlisle (Greenville, 11 agosto 1977) è un giocatore di football americano statunitense che gioca nel ruolo di guard per gli Oakland Raiders della National Football League. Fu scelto nel corso del quarto giro (113º assoluto) del Draft NFL 2000 dai Broncos. Al college giocò a football all'università della Florida.

## Carriera universitaria
Giocò nei Florida Gators nella SEC dal 1995 al 1999.
Riconoscimento vinto:
2009
- First-team All-SEC.

## Nella NFL

### Denver Broncos (2000-2006)
Cooper fu scelto al quarto giro del Draft 2000 dai Broncos. Firmò un contratto di 5 anni per un totale di 3.184.000 dollari di cui 460.000 di bonus alla firma. Debuttò nella NFL il 17 settembre contro gli Oakland Raiders come tackle.
Nelle due stagioni successive trovò pochissimi spazi.
Nella stagione 2003 passò a giocare anche come guard a destra. Il 14 settembre contro i San Diego Chargers, ricevette un lancio di 6 yard facendo touchdown diventando il primo offensive lineman nella storia dei Broncos a fare un touchdown.
Il 18 marzo 2005 firmò un contratto di due anni per 2.010.000 dollari di cui 500.000 di bonus alla firma. Contribuì a far diventare l'attacco nelle corse al 2º posto in tutta la NFL (158.7 per partita).
Chiuse la carriera con i Broncos giocando 95 partite di cui 38 da titolare.

### Oakland Raiders (2007-presente)
Il 13 aprile 2007 firmò per due anni per un totale di 3.100.000 di cui 350.000 dollari di bonus alla firma. Giocò tutte le partite sempre come guard di destra.
Nella stagione 2008 giocò 15 partite tutte da titolare, saltando solamente la partita contro i San Diego Chargers per una distorsione alla caviglia sinistra che rimediò nella partita precedente.
Il 3 marzo 2009 firmò un contratto di 5 anni per 15.100.000 dollari di cui 1.500.000 di bonus alla firma.
Nella stagione 2010 aiutò la linea d'attacco nelle corse a raggiungere il 2º posto in tutta la NFL.
L'anno successivo giocò ancora tutte le partite da titolare e contribuì a far giungere i Raiders al 3º posto nella NFL come la squadra che concesse minor sack: (25) in tutta la stagione regolare.
Il 14 marzo venne svincolato ma dopo pochi giorni rifirmò un contratto annuale per 925.000 dollari di cui 275.000 garantiti. Giocò in tutte le 16 partite da titolare.

## Vittorie e premi
Nessuno.

## Statistiche
| Partite totali             | 190 |
| Partite totali da titolare | 133 |

## Numeri di maglia indossati

### Nella NFL
- 65 nei Denver Broncos (2000-2006)
- 66 negli Oakland Raiders (2007-presente).